# Mont Rundle
Pour les articles homonymes, voir Rundle.
Le mont Rundle est une montagne dans le parc national Banff dominant la ville de Banff, en Alberta (Canada). Elle fut nommée ainsi par John Palliser en 1858 en l'honneur du Révérend Robert Rundle, qui avait visité les environs de Banff  dans les années 1840.
Le mont Rundle est un des lieux d'escalade les plus populaires de la région, mais il est plutôt réservé aux randonneurs expérimentés. Il pourrait presque être considéré comme une chaîne de montagne en lui-même étant donné qu'il s'étend sur plus de 12 kilomètres, avec de nombreux sommets. Il se termine par le Whiteman's gap au-dessus de la ville de Canmore.

## Escalade glaciaire
En 1997, Guy Lacelle réalise en 5 heures et en solo le premier enchaînement de 3 voies de niveau WI5/6 : Replicant, Terminator et Sea of Vapors sur le mont Rundle.

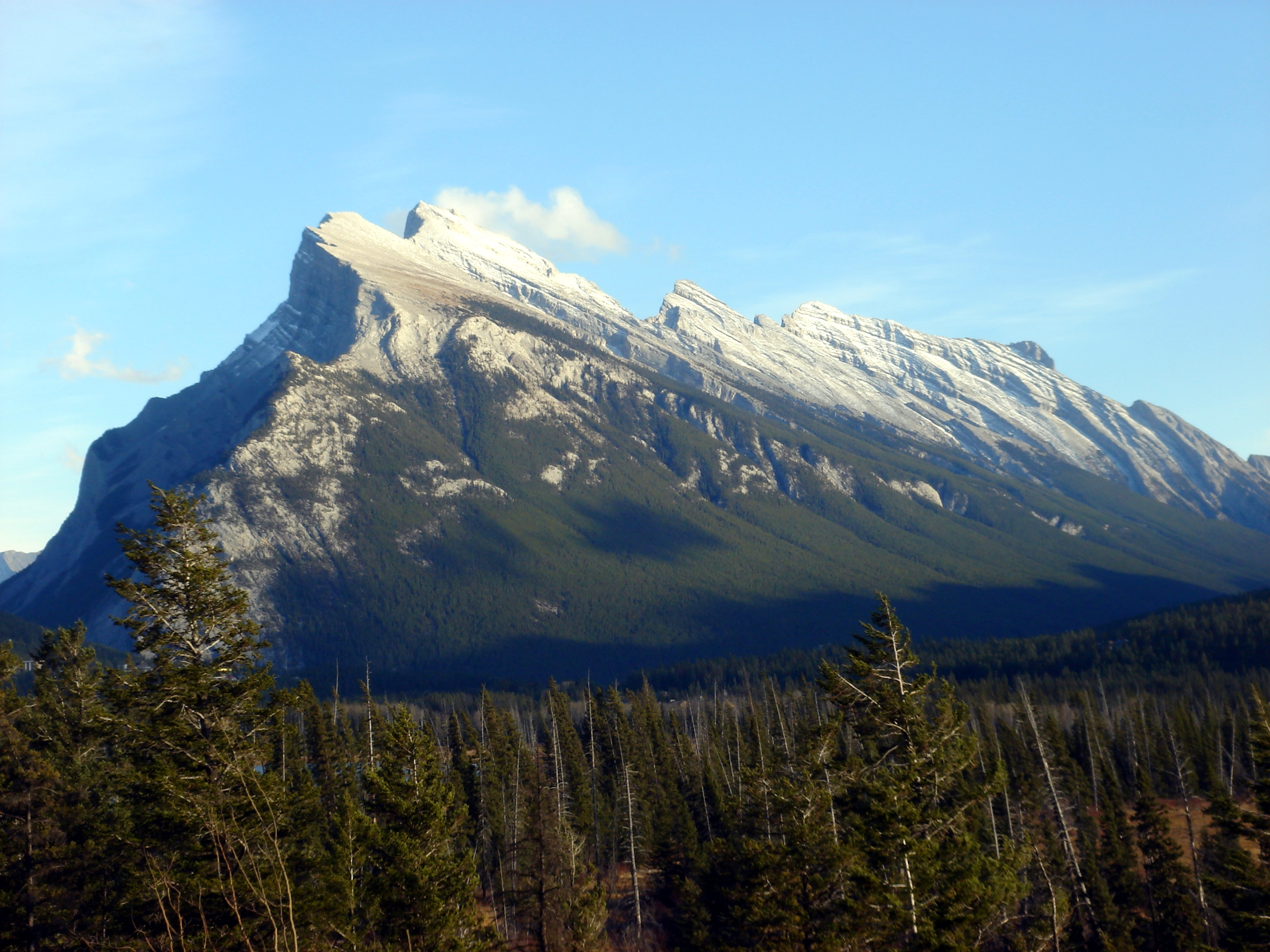
Le mont Rundle vu de la Bow Valley
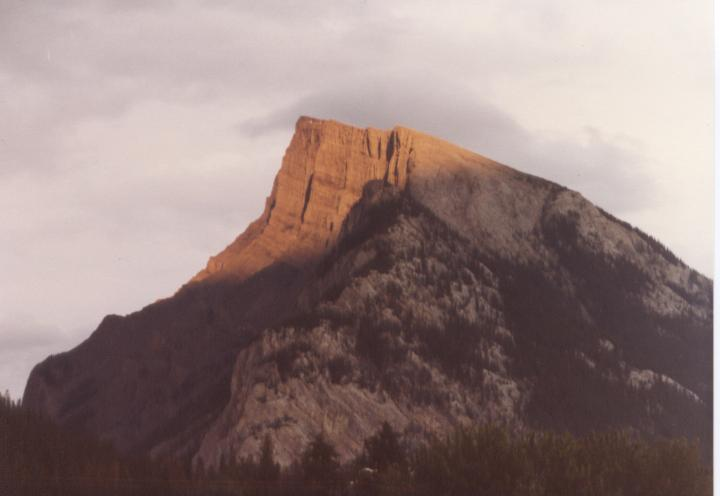
mont Rundle, face sud